# St. Severin (Wehr)

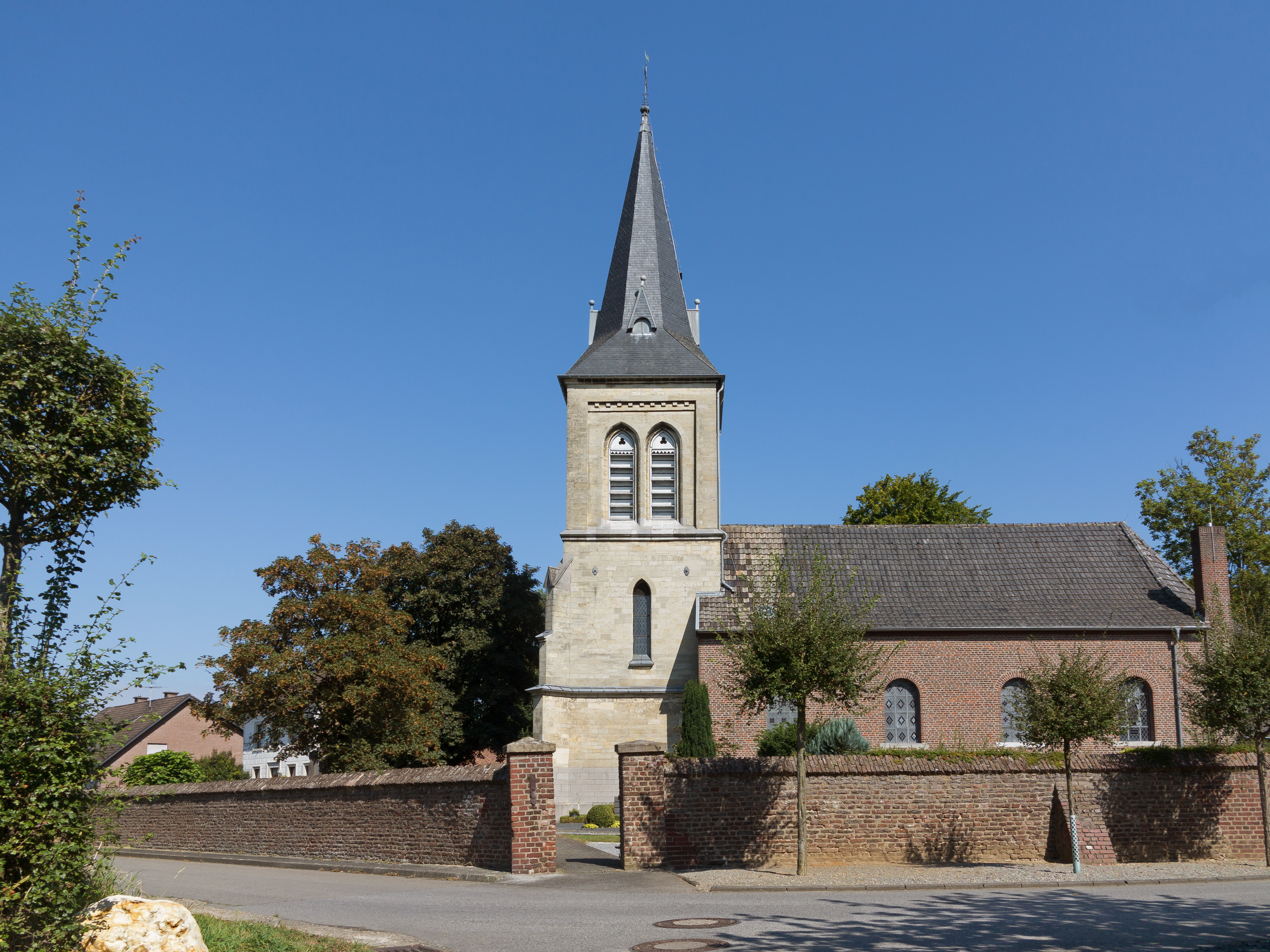
St. Severin in Wehr

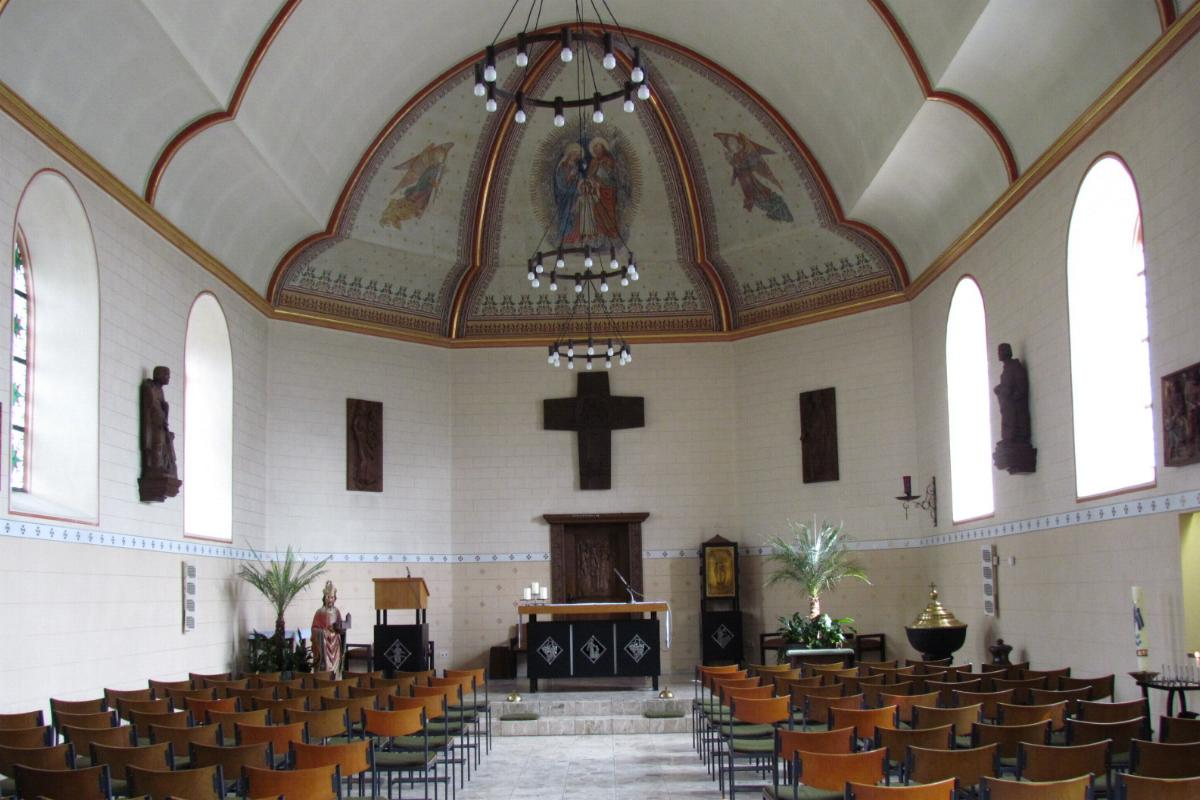
Innenraum

St. Severin ist eine römisch-katholische Pfarrkirche in Wehr, einem Ortsteil der Gemeinde Selfkant im Kreis Heinsberg in Nordrhein-Westfalen.
Die Kirche steht unter dem Patronat des hl. Severin von Köln und ist unter Nummer 43 in die Liste der Baudenkmäler in Selfkant eingetragen.

## Geschichte
Eine Kirche in Wehr wurde erstmals 1118 urkundlich erwähnt. Das Kollationsrecht übte teilweise das Stift Wassenberg aus. 1144 hatte auch die Propstei Millen hier Einkünfte. Später wurde die Kirche dem Stift Sittard inkorporiert. Eigenständige Pfarrei war Wehr zunächst nicht und war eine Filialgemeinde der Pfarre Sittard, endgültige pfarrliche Selbstständigkeit erlangte Wehr wohl im Verlauf des 17. Jahrhunderts.
Über die 1118 genannte mittelalterliche Kirche ist nichts näheres bekannt. Sie wurde Ende des 18. Jahrhunderts zusehends baufällig und schließlich abgerissen. An gleicher Stelle entstand von 1795 bis 1796 die heutige Kirche. Sie wurde am 6. Oktober 1796 benediziert. Der Glockenturm wurde 1872 nach Plänen des Architekten Johann Burkart erbaut. 1888 baute man eine Sakristei an und zug 1891 ein neues Gewölbe ein. Die letzte bauliche Änderung erfolgte 1971 mit der Umgestaltung des Innenraumes nach Plänen von Gerhard Meures.

## Baubeschreibung
St. Severin ist eine einschiffige und vierachsige Saalkirche aus Backsteinen mit einem dreiseitigen Chorschluss im Osten und vorgebautem dreigeschossigen Glockenturm in Formen der Neuromanik im Westen.

## Ausstattung
Der schmiedeeiserne Altar mit geschnittenen und gehämmerten Stahlfiguren ist ein Werk des Steyler Missionars Gerhard Wisbrich aus dem Jahr 1971, das aus Blaustein bestehende Taufbecken ist barock und stammt aus dem 17. Jahrhundert. Die Orgel wurde 1968 von Orgelbauer Josef Wilbrand aus Übach-Palenberg geschaffen. Das Instrument verfügt über 10 Register.

## Pfarrer
Folgende Priester wirkten bislang als Pastor an St. Severin:
| von – bis | Name                            |
| --------- | ------------------------------- |
| 1927–1943 | Heinrich Stinnesbeck            |
| 1943–1960 | Heinrich Bock                   |
| 1960–1963 | Leo Pakulla                     |
| 1963–1967 | Jakob Wirtz                     |
| 1967–1969 | P. Peter Lanckohr SMM           |
| 1969–?    | P. Leonhardus van Marrewijk SCJ |
| Seit ?    | Roland Bohnen                   |